# Wyrok na Matejkę
Wyrok na Matejkę – Czytanie wyroku śmierci – obraz namalowany przez Jana Matejkę w 1867 roku, znajdujący się w zbiorach Muzeum Narodowego w Warszawie.  

## Opis obrazu
Dzieło przedstawia rajców krakowskich oraz burmistrza stojącego na pierwszym planie. Mężczyzna odczytuje wyrok na skazanego, stojącego na drugim planie pod pręgierzem, artystę. Dokładna treść napisu znajdującego się na pergaminie brzmi: „Jan Matejko winny śmierci r. p. 1867”. Oskarżony ubrany jest w koszulę śmiertelną, zgodnie ze średniowieczną tradycją. U jego boku czeka gotowy do wykonania egzekucji kat. W tle znajduje się Rynek Główny z fragmentem Sukiennic. Akcja rozgrywa się w neorenesansowej scenerii.

## Historia powstania
Dzieło ma wydźwięk ironiczny, zostało przez malarza stworzone jako odpowiedź na krytykę wywołaną jego wcześniejszym obrazem. Ukończony w 1866 roku Rejtan, noszący również nazwę Upadek Polski, przyniósł malarzowi wiele problemów. Nie podobał się on osobom z wyższych warstw społecznych z powodu niechlubnej historii ich przodków, którą przedstawiał, dlatego też dążyli oni do zakazania wystawiania obrazu. Kiedy mimo wszystko publiczność zobaczyła dzieło, wybuchła wokół niego spora kontrowersja. Osoby wpływowe oraz krytycy byli wobec niego mocno nieprzychylni. Matejko i jego żona Teodora otrzymywali nawet listy z pogróżkami, w których oskarżani byli o antypatriotyzm i działanie na szkodę Polski. Cała sytuacja była dla artysty wykańczająca, jego zdrowie oraz relacje z przyjaciółmi i żoną pogorszyły się. Przytłoczony malarz zdecydował się na stworzenie ironicznego obrazu, ukazującego trudne położenie artysty: „Jestem jak pod pręgierzem. Skazali mnie na śmierć. Tak, bo jeśli nie kupią nic mojego i wmówią mieszczaństwu, że maluję źle, to skończą mnie jako człowieka i jako artystę. Chcą mnie doprowadzić do tego, żebym sobie odebrał życie. Ale ja przecież zrobić tego nie mogę. Nie chcę przegrać tu i Tam! Ale dam im poznać, że zrozumiałem ich. Namaluję obraz, na którym wykonują na mnie wyrok śmierci. Może w ten symboliczny sposób okupię się? Może się tym zadowolą?”. 
Matejko w swoim pierwotnym obrazie ukazał twarze osób, które najbardziej skrytykowały Rejtana. Wyrok odczytywał więc hrabia Stanisław Tarnowski, pozostali dwaj mężczyźni to Lucjan Siemieński oraz Józef Ignacy Kraszewski. Malarz zdał sobie jednak sprawę z tego, że może to wywołać kontrowersje i finalnie zmienił wygląd postaci.